# Lluís VIII de Hessen-Darmstadt
Lluís VIII de Hessen Darmstadt (en alemany Ludwig VIII von Hessen-Darmstadt ) va néixer a Darmstadt el 5 d'abril de 1691 i va morir a la mateixa ciutat el 17 d'octubre de 1768. Era fill d'Ernest Lluís de Hessen-Darmstadt (1667-1739) i de Dorotea Carlota de Brandenburg-Ansbach (1661-1705). Va ser landgravi de Hessen-Darmstadt des del 1739 al 1768.
Era una gran afeccionat a la caça, per la qual cosa se'l coneixia com el landgravi caçador (Jagdlandgraf). Durant la Guerra dels Set Anys es va posar al costat de l'emperador i va rebre el grau de General Mariscal de Camp. Com el seu pare, Lluís no va ser especialment dotat com a economista i només la seva bona relació amb l'emperadriu Maria Teresa i la seva intervenció en el Consell de la Cort imperial van evitar la fallida del Landgraviat.

## Matrimoni i fills
El 1717 es va casar amb Carlota de Hanau-Lichtenberg (1700-1726), filla de Joan Reinhard III (1665-1736) i de Dorotea Frederica de Brandenburg-Ansbach (1676-1731). Arran d'aquest casament va afegir el comtat de Hanau-Lichtenberg als seus dominis. El matrimoni va tenir sis fills:
- Lluís IX (1719-1790), casat amb Carolina de Zweibrucken-Birkenfeld (1721-1774).
- Carlota Guillemina (1720-1721)
- Jordi Guillem (1722-1782), casat amb Lluïsa Albertina de Leiningen-Dagsburg-Falkenburg (1729-1818).
- Carolina Lluïsa (1723-1783), casada amb el Gran Duc Carles Frederic I de Baden (1728-1811).
- Augusta (1725-1742)
- Joan Frederic (1726-1746)